# نیروی دریایی بنگلادش
نیروی دریایی بنگلادش (بنگالی: বাংলাদেশ নৌবাহিনী) نیروی دریایی زیرمجموعه نیروهای مسلح بنگلادش است، که در سال ۱۹۷۱ تأسیس شد.